# 神崎朱里
神崎 朱里（かんざき あかり、1993年7月3日 - ）は、日本の女優、モデル。深月事務所所属。

## 人物
父母共に芸能活動している家系に生まれ、幼少期（0歳）から役者・モデルとして活動。6歳時にしんゆりこどもミュージカルで新人賞受賞。
また、霊感もあり、前世も守護霊も巫女だと霊能者に診断されたという。

## 出演

### CM
- スムストックCM　主演
- ユニバーサルスタジオジャパンCM　お客さん役

### ドラマ
- フジテレビ「ディアシスター」レギュラー公務員役
- テレビ朝日「私は代行屋」レギュラーホステス
- テレビ朝日「霧の旗」ホステス役
- TBS「ホワイトラボ」コスプレ店員役
- 朝日放送「本当は怖い家庭の医学」
- 解説！？日本ミステリー

### テレビ番組
- テレビ朝日「びっくりいむ」仕掛け人
- ニコ生公式「ホラーファン倶楽部」レギュラー

### VP
- ベネッセしまじろう

### 雑誌
- 週刊大衆　「美女と温泉」レポーター・グラビア
- 日刊大衆　「美女と温泉」レポーター・グラビア